# Czeczen-ooł Mongusz
Czeczen-ooł Aleksiejewicz Mongusz (ros. Чечен-Оол Алексеевич Монгуш; ur. 28 maja 1973 w Chajyrakan w Tuwie, zm. 10 czerwca 2013 w Kyzyle) – rosyjski zapaśnik w stylu wolnym, z pochodzenia Tuwiniec.
Olimpijczyk z Atlanty 1996, czwarty w kategorii 52 kg. Trzeci w Pucharze Świata w 1995. Dwukrotny uczestnik Mistrzostw Świata, piąty w 1998. Szósty na Mistrzostwach Europy w 1995 roku.